# Wilson Isidor
Wilson Isidor (Rennes, 27 agosto 2000) è un calciatore francese, attaccante del Sunderland.

## Biografia
Nato a Rennes, ha origini haitiane.

## Caratteristiche tecniche
È un attaccante rapido che può essere utilizzato come ala sia sul versante sinistro che destro.

## Carriera

### Club
Cresciuto nel settore giovanile del Rennes, sua città natale, riesce a debuttare solo nella squadra riserve. Ceduto al Monaco nel 2018, debutta l'11 novembre in Ligue 1 contro il Paris Saint-Germain. Nelle seguenti due stagioni viene ceduto in prestito prima al Laval e poi al Bastia-Borgo, dove mette a segno 15 reti in 29 presenze e viene nominato come calciatore rivelazione del Championnat National.
Il 22 gennaio 2022 firma un contratto quadriennale coi russi della Lokomotiv Mosca. Il 3 marzo esordisce in competizioni ufficiali, giocando la partita di coppa di Russia contro l'Enisej. Debutta in campionato tre giorni dopo nel match contro il CSKA Mosca, realizzando anche la rete del momentaneo pareggio. Nelle prime sei partite giocate in Prem'er-Liga mette a segno almeno un gol ed eguaglia il record stabilito appena una settimana prima dal turco Yusuf Yazıcı con la maglia del CSKA. Ad aprile 2022 viene nominato calciatore del mese dalla federazione russa.
A settembre 2023 passa in prestito, con opzione di riscatto, allo Zenit San Pietroburgo.
Dopo essere stato prestato all'inizio della stagione 2024-2025 agli inglesi del Sunderland, il 1º febbraio 2025 viene acquistato a titolo definitivo dai Black Cats.

### Nazionale
Vanta 23 presenze con le rappresentative giovanili francesi dall'Under-17 all'Under-20.

## Statistiche

### Presenze e reti nei club
Statistiche aggiornate al 17 novembre 2023.
| Stagione               | Squadra                | Campionato             | Campionato | Campionato | Coppe nazionali | Coppe nazionali | Coppe nazionali | Coppe continentali | Coppe continentali | Coppe continentali | Altre coppe | Altre coppe | Altre coppe | Totale | Totale |
| Stagione               | Squadra                | Comp                   | Pres       | Reti       | Comp            | Pres            | Reti            | Comp               | Pres               | Reti               | Comp        | Pres        | Reti        | Pres   | Reti   |
| ---------------------- | ---------------------- | ---------------------- | ---------- | ---------- | --------------- | --------------- | --------------- | ------------------ | ------------------ | ------------------ | ----------- | ----------- | ----------- | ------ | ------ |
| 2017-2018              | Rennes 2               | CFA                    | 4          | 0          |                 | -               | -               |                    | -                  | -                  |             | -           | -           | 4      | 0      |
| 2018-2019              | Monaco                 | L1                     | 1          | 0          | CF+CdL          | 1+1             | 0               | UCL                | 0                  | 0                  | TC          | 0           | 0           | 3      | 0      |
| 2018-2019              | Monaco 2               | CFA                    | 16         | 3          |                 | -               | -               |                    | -                  | -                  |             | -           | -           | 16     | 3      |
| 2019                   | Monaco 2               | CFA                    | 2          | 0          |                 | -               | -               |                    | -                  | -                  |             | -           | -           | 2      | 0      |
| Totale Monaco 2        | Totale Monaco 2        | Totale Monaco 2        | 18         | 3          |                 | -               | -               |                    | -                  | -                  |             | -           | -           | 18     | 3      |
| 2019-2020              | Laval                  | CN                     | 14         | 1          | CF              | 0               | 0               |                    | -                  | -                  |             | -           | -           | 14     | 1      |
| 2019-2020              | Laval 2                | CFA                    | 4          | 3          |                 | -               | -               |                    | -                  | -                  |             | -           | -           | 4      | 3      |
| 2020-2021              | Bastia-Borgo           | CN                     | 29         | 15         | CF              | 0               | 0               |                    | -                  | -                  |             | -           | -           | 29     | 15     |
| set.-dic. 2021         | Monaco                 | L1                     | 4          | 0          | CF              | 0               | 0               | UEL                | 2                  | 0                  |             | -           | -           | 6      | 0      |
| Totale Monaco          | Totale Monaco          | Totale Monaco          | 5          | 0          |                 | 2               | 0               |                    | 2                  | 0                  |             | 0           | 0           | 9      | 0      |
| gen.-mag. 2022         | Lokomotiv Mosca        | PL                     | 11         | 7          | CR              | 1               | 0               | UEL                | -                  | -                  | SR          | -           | -           | 12     | 7      |
| 2022-2023              | Lokomotiv Mosca        | PL                     | 20         | 8          | CR              | 4               | 2               |                    | -                  | -                  |             | -           | -           | 24     | 10     |
| lug.-ago. 2023         | Lokomotiv Mosca        | PL                     | 4          | 1          | CR              | 2               | 1               |                    | -                  | -                  |             | -           | -           | 6      | 2      |
| Totale Lokomotiv Mosca | Totale Lokomotiv Mosca | Totale Lokomotiv Mosca | 35         | 16         |                 | 7               | 3               |                    | 0                  | 0                  |             | 0           | 0           | 42     | 19     |
| set. 2023-2024         | Zenit San Pietroburgo  | PL                     | 7          | 1          | CR              | 3               | 0               |                    | -                  | -                  | SR          | -           | -           | 10     | 1      |
| Totale carriera        | Totale carriera        | Totale carriera        | 116        | 39         |                 | 12              | 3               |                    | 2                  | 0                  |             | 0           | 0           | 130    | 42     |

## Palmarès
- Campionato russo: 1

Zenit: 2023-2024
- Coppa di Russia: 1

Zenit: 2023-2024
- Supercoppa di Russia: 1

Zenit: 2024